# Svínafellsfjall
Svínafellsfjall är ett berg i republiken Island. Det ligger i regionen Austurland, 300 km öster om huvudstaden Reykjavík. Toppen på Svínafellsfjall är 326 meter över havet.
Trakten runt Svínafellsfjall är nära nog obefolkad, med mindre än två invånare per kvadratkilometer. Närmaste större samhälle är Höfn, omkring 19 kilometer sydost om Svínafellsfjall. Trakten runt Svínafellsfjall består i huvudsak av gräsmarker.